# Kardinalgroßpönitentiar

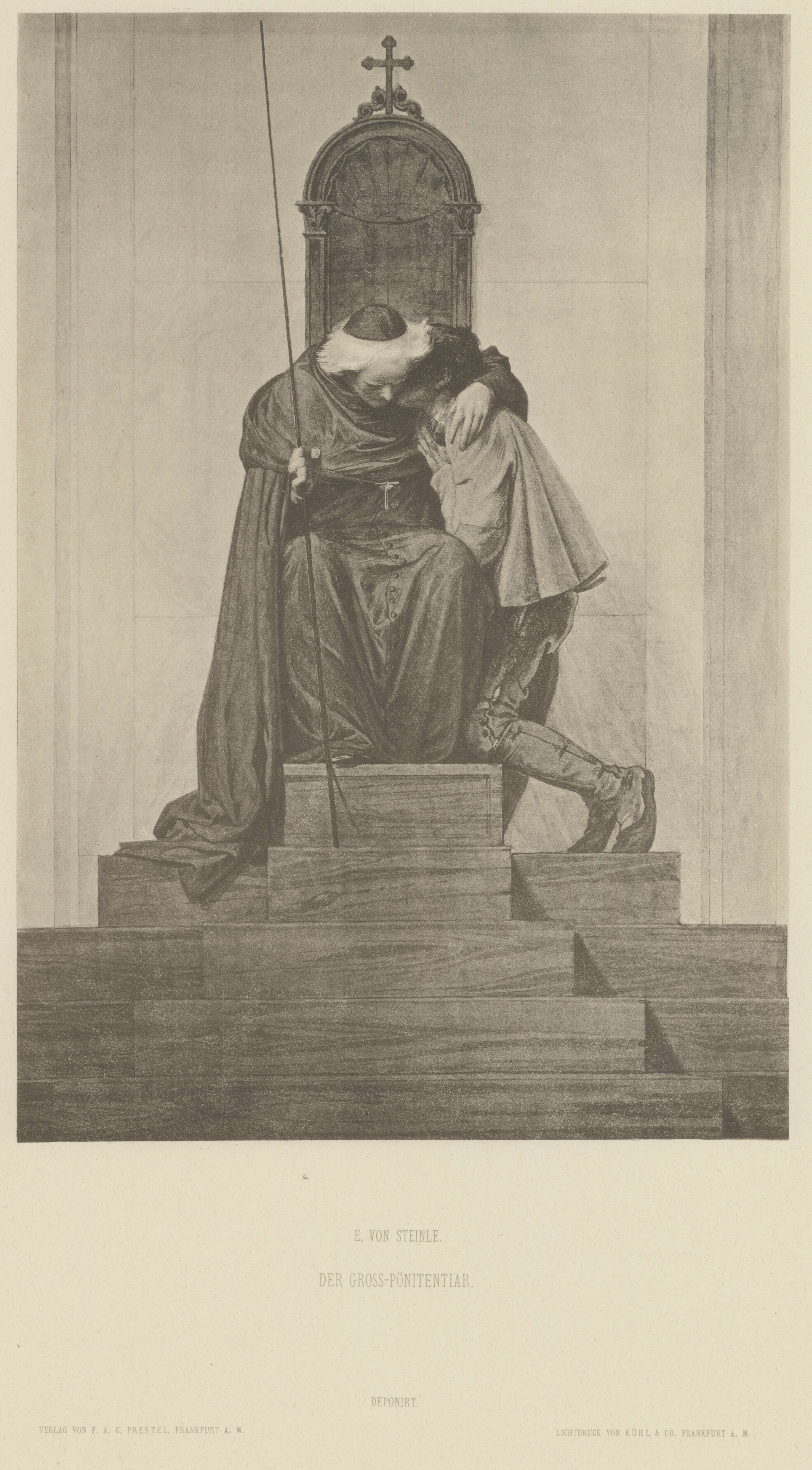
Edward von Steinle: Der Gross-Pönitentiar

Der Kardinalgroßpönitentiar (Poenitentiarius maior) ist ein Amtsträger der katholischen Kirche. Der Inhaber dieses Amtes, ein Kardinal, steht der Apostolischen Pönitentiarie vor, einer als Gerichtshof des Vatikans ausgestalteten Behörde, die unter anderem für das Gnaden- und Ablasswesen zuständig ist.
Der Großpönitentiar bleibt nach der von Papst Johannes Paul II. erlassenen Apostolischen Konstitution Universi Dominici Gregis von 1996 im Gegensatz zu den meisten Trägern kurialer Leitungsämter auch während der Sedisvakanz des Heiligen Stuhls in seinem Amte.
Amtsinhaber ist seit 2024 Kardinal Angelo De Donatis.